# Philadelphia International Airport

i7
i11
i13
Der Philadelphia International Airport (IATA-Code: PHL, ICAO-Code: KPHL) ist der größte Flughafen in der Metropolregion um Philadelphia in Pennsylvania. Er ist einer der verkehrsreichsten Flughäfen der Vereinigten Staaten und diente früher als Drehkreuz von US Airways und nach deren Fusion mit American Airlines wurde dieses übernommen.

## Lage und Verkehrsanbindung
Der Philadelphia International Airport befindet sich sieben Meilen bzw. elf Kilometer südwestlich von der Innenstadt und des Rathauses von Philadelphia. Er liegt jeweils zum Teil auf dem Gebiet von Philadelphia im gleichnamigen County und dem Tinicum Township im Delaware County. Die I-95 und die PA 291 verlaufen nördlich des Flughafens.
Der Philadelphia International Airport ist durch zahlreiche Transportmöglichkeiten erreichbar. Taxistände befinden sich außerhalb der Gepäckhallen. Die Fahrt dauert zwischen 15 und 30 min. Die SEPTA Buslinien 37, 108 und 115 halten außerhalb der Gepäckhallen. Bus 37, der einzige Richtung Center City Philadelphia fährt bis zur U-Bahn-Station Snyder, von dort Anschluss an die U-Bahn Broad Street Line  bis ins Stadtzentrum. Die Fahrzeit bis Snyder ist ca. 40 min. Der Flughafen ist außerdem durch die SEPTA Airport Line (ehemals R1) an das Bahnnetz von Philadelphia angeschlossen. Der Flughafen hat vier Stationen und wird täglich von ca. 5.00 bis 0.00 Uhr bedient. Die Züge fahren alle halbe Stunde und die Fahrzeit bis Center City Philadelphia beträgt ca. 23 min.

## Geschichte

### Vorgeschichte
1925 stellte die Stadt Philadelphia der Pennsylvania National Guard 51 Hektar zur Pilotenausbildung zur Verfügung. Das Gelände befindet sich im Nordosten des heutigen Flughafens. Am 22. Oktober 1927 landete Charles Lindbergh auf dem Flughafen, der während seines Aufenthalts in Philadelphia Municipal Airport umbenannt wurde.
Im Jahr 1930 kaufte die Stadt Philadelphia Hog Island für 3 Millionen US-Dollar von der Bundesregierung. Auf dem 405 Hektar großen Gelände befand sich zu der Zeit eine Schiffswerft, die im Ersten Weltkrieg errichtet wurde und mittlerweile verfallen war.

### Errichtung des neuen Flughafens
Die Bauarbeiten am neuen Flughafen begannen aufgrund der Great Depression erst im Jahr 1937. Am 20. Juni 1940 wurde der Flughafen als Philadelphia Municipal Airport eröffnet. Anschließend wurde er von American Airlines, Eastern Air Lines, Trans World Airlines und United Airlines genutzt. Aufgrund des Zweiten Weltkriegs wurde der Philadelphia Municipal Airport im Jahr 1943 geschlossen. Der kommerzielle Flugverkehr in Philadelphia wurde erst am 26. Juni 1945 mit der Eröffnung des Northeast Philadelphia Airport wieder aufgenommen.

### Internationaler Flughafen
Später im Jahr 1945 wurde der Philadelphia Municipal Airport in Philadelphia International Airport umbenannt, als American Overseas Airlines begann, Transatlantikflüge durchzuführen. 1950 begannen die Bauarbeiten an einem neuen Passagierterminal, welches 15 Millionen US-Dollar kostete und am 15. Dezember 1953 in Betrieb genommen wurde. In den 1960er Jahren begann man, eine umfangreiche Verbesserung des Flughafens zu planen, um den neuen Strahlverkehrsflugzeugen gerecht zu werden.
Am 11. Dezember 1972 wurde die Start- und Landebahn 09R/27L in Betrieb genommen, deren Errichtung 22 Millionen US-Dollar kostete. Im April 1973 wurde ein für 3 Millionen US-Dollar errichtetes internationales Terminal mit dem Namen Overseas Terminal eröffnet. Im Frühling 1977 wurde ein umfangreicher Umbau der Terminals für Inlandsflüge abgeschlossen. Dabei wurde das alte Terminal für 300 Millionen US-Dollar durch vier neue Terminals ersetzt. Zusätzlich wurden zwei neue Parkhäuser für 24 Millionen US-Dollar errichtet.
Im Dezember 1981 wurde ein neuer Kontrollturm der Federal Aviation Administration eröffnet, dessen Errichtung 6,5 Millionen US-Dollar kostete. 1985 begann die Southeastern Pennsylvania Transportation Authority, den Flughafen über eine neue Bahnstrecke mit der Innenstadt von Philadelphia zu verbinden. 1986 wurden Umbauarbeiten an den Zufahrtsstraßen zum Flughafen abgeschlossen. In den späten 1980er Jahren begannen umfangreiche Bauarbeiten an den Passagierterminals, die insgesamt 695 Millionen US-Dollar kostete. Die Arbeiten beinhalteten außerdem die Errichtung eines neuen internationalen Terminal A (heute Terminal A-Ost) für 100 Millionen US-Dollar.
Die Eröffnung des Richardson Dilworth Terminal A erfolgte im März 1991. Es ersetzte das Overseas Terminal. Am 2. August 1999 erfolgte der erste Spatenstich für ein neues Terminal für Regionalflugzeuge und für ein neues internationales Terminal. Am 3. Dezember 1999 wurde die Start- und Landebahn 08/26 in Betrieb genommen. Die Errichtung kostete 221 Millionen US-Dollar, aufgrund ihrer geringen Länge kann die Start- und Landebahn 08/26 nur durch die allgemeine Luftfahrt und kleinere Regionalflugzeuge genutzt werden.
Im Juni 2001 wurde das für Regionalflugzeuge ausgelegte Terminal F eröffnet. Es wurde für 100 Millionen US-Dollar errichtet und bestand zum Zeitpunkt der Eröffnung aus drei Concourses mit 38 Flugsteigen. Im Jahr 2002 wurde ein Kontrollturm zur Vorfeldkontrolle zwischen den Terminals A-Ost und B eröffnet, dessen Errichtung 17 Millionen US-Dollar kostete. Im Jahr 2003 wurde eine 20 Millionen US-Dollar teure Erweiterung des Concourse D und der Gepäckabfertigung des Terminal D abgeschlossen. Die Eröffnung des neuen internationalen Terminal A-West erfolgte im Mai 2003. Die Errichtung des mit 13 Flugsteigen ausgestatteten und mit Terminal A-Ost verbundenen Terminals kostete 550 Millionen US-Dollar. Im Jahr 2008 wurde ein neues Verbindungsgebäude zwischen den Terminals D und E eröffnet. Im Jahr 2009 wurde ein 70 Millionen US-Dollar teures Projekt zur Erweiterung der Querwindbahn 17/35 abgeschlossen. Sie wurde dabei auf die heutige Länge ausgebaut.
Im Jahr 2010 wurde eine Erweiterung des Terminal E abgeschlossen. Sie beinhaltete unter anderem sieben zusätzliche Flugsteige und kostete 45 Millionen US-Dollar. Zwischen 2013 und 2016 wurden verschiedene Umbauten am Terminal F abgeschlossen. Unter anderem wurde eine Verbindung zum Terminal E errichtet, die einen Wechsel zwischen den Terminals ohne erneute Sicherheitskontrolle möglich macht. Insgesamt wurden 127 Millionen US-Dollar investiert.

## Flughafenanlagen

### Start- und Landebahnen
Der Philadelphia International Airport verfügt über vier Start- und Landebahnen, von denen drei parallel in einer Ost-West-Ausrichtung verlaufen. Die südliche Start- und Landebahn 09R/27L ist dabei mit einer Länge von 3658 Metern und einer Breite von 61 Metern die größte Start- und Landebahn des Flughafens. Die mittlere Start- und Landebahn 09L/27R ist 2896 Meter lang und 46 Meter breit. Die nördliche Start- und Landebahn 08/26 ist 1524 Meter lang und 46 Meter breit, die ist damit die kürzeste Start- und Landebahn des Flughafens. Die Querwindbahn 17/35 ist 1981 Meter lang und 46 Meter breit. Sämtliche Start- und Landebahnen des Philadelphia International Airport sind mit einem Belag aus Asphalt ausgestattet. Die Landebahnen 26, 09L, 27R, 27L und 17 sind mit Instrumentenlandesystemen der Kategorie CAT I ausgestattet, bei der Landebahn 09R entspricht es der Kategorie CAT IIIb.

### Passagierterminals

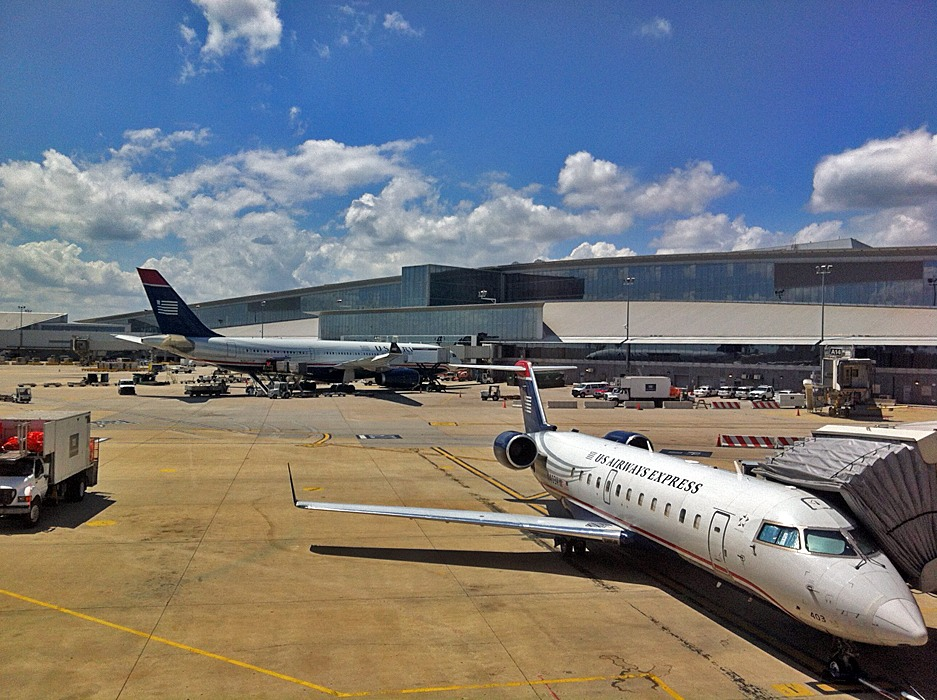
Hauptgebäude

Der Flughafen hat fünf Terminals und sieben Abflughallen mit insgesamt 126 Flugsteigen. Alle Terminals A-West, A-Ost, B, C, D, E und F sind im Sicherheitsbereich miteinander verbunden und beinhalten den Philadelphia Marketplace mit Food-Court und Geschäften zwischen den Terminals B und C. Zudem verkehren Shuttlebusse zwischen den Concourses A, C und F. Es gibt am Flughafen keine Möglichkeit der Gepäckaufbewahrung.

#### Terminal A-West
Das Terminal wurde 2003 eröffnet und fertigt auch internationale Flüge ab. Es besteht aus drei Etagen, die Check-In Halle auf der untersten, den Abfluggates und Geschäften auf der mittleren sowie den Einreise und Zollkontrollen auf dem obersten Level. Das Terminal hat 13 Flugsteige. Fluggesellschaften im Terminal A-West sind beispielsweise Aer Lingus, British Airways und Discover Airlines. American Airlines und British Airways betreiben je eine Lounge im Terminal.

#### Terminal A-Ost
Das Terminal wurde bis zur Eröffnung von A-West als alleiniges internationales Terminal genutzt. Die letzte größere Baumaßnahme war eine Renovierung, welche 2007 fertiggestellt werden konnte. Das Terminal A-Ost verfügt über 12 Flugsteige. Die einzige Fluggesellschaft im Terminal A-Ost ist derzeit American Airlines. Auch in diesem Terminal betreibt American Airlines eine Lounge.

#### Terminal B und C
Die Terminals B und C verfügen jeweils über 15 Flugsteige. Beide Terminals werden ausschließlich von American Airlines genutzt und sind durch den Philadelphia Marketplace miteinander verbunden. American Airlines betreibt zwischen beiden Terminals eine weitere Lounge.

#### Terminal D
Das Terminal wurde bis 2009 komplett renoviert, an Terminal E angeschlossen und besitzt jetzt zusätzliche Geschäfte im Sicherheitsbereich sowie eine neue Sicherheitskontrolle. Sechs Jahre zuvor wurde außerdem eine umfangreiche Erweiterung des Terminals fertiggestellt. Das Terminal D verfügt über 16 Flugsteige. Fluggesellschaften im Terminal D sind Air Canada, Alaska Airlines, Delta Air Lines, jetBlue, Spirit Airlines, Sun Country Airlines und United Airlines. Delta Air Lines betreibt eine Lounge zwischen Terminal D und E, die Lounge von United Airlines befindet sich auf dem Verbindungsgang zwischen Terminal D und C.

#### Terminal E
Dieses Terminal ist das älteste am Flughafen und wurde bis 2010 umfangreich renoviert und erweitert. Das Terminal E verfügt über 17 Flugsteige. Fluggesellschaften im Terminal E sind Frontier Airlines, Spirit Airlines und Southwest Airlines. Daneben befinden sich die Ticketschalter von Alaska Airlines, jetBlue und Sun Country Airlines in dem Terminal E.

#### Terminal F
Das Terminal F wurde 2001 eröffnet und wird für Regionalflüge der American Eagle sowie von Contour Airlines genutzt. Es ist mit den anderen Terminals durch Shuttlebusse verbunden und verfügt über 38 Flugsteige in drei Concourses. Terminal F verfügt ebenfalls über eine Lounge von American Airlines.

### Frachtterminals
Der Philadelphia International Airport ist mit sechs Frachtterminals ausgestattet. Das mit Abstand größte Frachtterminal wird dabei von der Frachtfluggesellschaft UPS Airlines betrieben, welche auch den höchsten Marktanteil bei der Luftfracht hat.

## Fluggesellschaften und Ziele
Der Philadelphia International Airport ist einer der größten Flughäfen in den Vereinigten Staaten. Er wurde im Juli 2024 von 28 Fluggesellschaften angeflogen, davon waren elf Fluggesellschaften Regionalfluggesellschaften, die meist Zubringerflüge durchführen, und vier reine Frachtfluggesellschaften. US Airways betrieb am Flughafen ein Drehkreuz und war 2015 die mit Abstand größte Fluggesellschaft. Durch Fusion von US Airways mit American Airlines im Dezember 2013 und die Aufgabe der Marke US Airways im Oktober 2015 wurde American Airlines zum Marktführer in Philadelphia.
Es gab im Juli 2024  insgesamt 123 Non-Stop Verbindungen zu anderen Städten. Diese teilten sich in 92 nationale und 31 internationale Verbindungen auf. Im deutschsprachigen Raum werden Frankfurt von Discover Airlines und Zürich von American Airlines angeflogen. Zwischenzeitlich flog American Airlines auch Frankfurt und München an. Die Lufthansa führte die Flüge zwischen Frankfurt und Philadelphia zudem früher selbst durch.
| Rang | Fluggesellschaft   | Passagiere | Marktanteil |
| ---- | ------------------ | ---------- | ----------- |
| 1    | American Airlines  | 17.352.171 | 61,68 %     |
| 2    | Frontier Airlines  | 3.464.549  | 12,32 %     |
| 5    | Spirit Airlines    | 1.943.663  | 6,91 %      |
| 3    | Delta Air Lines    | 1.785.451  | 6,35 %      |
| 2    | Southwest Airlines | 1.209.071  | 4,30 %      |

| Rang | Fluggesellschaft       | Luftfracht (Tonnen) | Marktanteil |
| ---- | ---------------------- | ------------------- | ----------- |
| 1    | UPS Airlines           | 313.262             | 71,13 %     |
| 2    | FedEx                  | 80.689              | 18,32 %     |
| 3    | Amerijet International | 25.106              | 5,70 %      |
| 4    | Swift Air              | 4.639               | 1,05 %      |

## Verkehrszahlen
Der Philadelphia International Airport hatte 2023 ein Passagieraufkommen von etwa 28,13 Millionen Passagieren aufzuweisen, davon 3,6 Millionen internationale Reisende. Außerdem machten 294.716 Starts und Landungen ihn zu einem der weltweit verkehrsreichsten Flughäfen im Jahr 2023. Bei den Passagieren war er nach Angaben des Airports Council International North America im Jahr 2023 innerhalb der Vereinigten Staaten auf Platz 21, bei Luftfracht einschließlich Luftpost auf Platz 18 und bei den Flugbewegungen auf Platz 27.
| Jahr | Passagierzahlen | Passagierzahlen | Passagierzahlen | Luftfracht (Tonnen) | Luftpost (Tonnen) | Flugbewegungen (mit Militär) |
| Jahr | National        | International   | Gesamt          | Luftfracht (Tonnen) | Luftpost (Tonnen) | Flugbewegungen (mit Militär) |
| ---- | --------------- | --------------- | --------------- | ------------------- | ----------------- | ---------------------------- |
| 2023 | 24.511.411      | 3.620.561       | 28.131.972      | 440.386             | 34.902            | 294.716                      |
| 2020 | 21.972.246      | 3.010.177       | 24.982.423      | 513.234             | 53.993            | 284.141                      |
| 2021 | 18.580.277      | 1.058.987       | 19.639.264      | 525.035             | 58.410            | 268.884                      |
| 2020 | 11.164.007      | 700.999         | 11.865.006      | 516.967             | 48.324            | 220.123                      |
| 2019 | 28.936.512      | 4.082.374       | 33.018.886      | 525.265             | 25.850            | 390.321                      |
| 2018 | 27.684.242      | 4.007.714       | 31.691.956      | 483.153             | 20.631            | 379.665                      |
| 2017 | 25.580.051      | 4.005.703       | 29.585.754      | 397.876             | 21.912            | 369.928                      |
| 2016 | 25.963.459      | 4.191.631       | 30.155.090      | 382.888             | 21.544            | 394.022                      |
| 2015 | 26.879.613      | 4.564.790       | 31.444.403      | 366.307             | 21.646            | 411.368                      |
| 2014 | 26.202.637      | 4.537.605       | 30.740.242      | 366.547             | 26.038            | 419.253                      |
| 2013 | 26.030.313      | 4.473.799       | 30.504.112      | 354.336             | 25.809            | 432.884                      |
| 2012 | 25.904.595      | 4.348.221       | 30.252.816      | 362.712             | 26.297            | 443.236                      |
| 2011 | 26.481.883      | 4.357.292       | 30.839.175      | 392.485             | 22.805            | 448.129                      |
| 2010 | 26.566.736      | 4.209.225       | 30.775.961      | 400.046             | 19.743            | 460.779                      |
| 2009 | 26.538.727      | 4.140.837       | 30.669.564      | 414.686             | 18.840            | 472.668                      |
| 2008 | 27.793.485      | 4.041.240       | 31.834.725      | 481.943             | 24.840            | 492.038                      |
| 2007 | 28.176.374      | 4.035.065       | 32.211.439      | 526.219             | 17.248            | 499.653                      |
| 2006 | 27.779.004      | 3.989.268       | 31.768.272      | 514.157             | 18.116            | 515.869                      |
| 2005 | 27.359.350      | 4.136.035       | 31.495.385      | 527.991             | 19.624            | 535.666                      |
| 2004 | 24.440.996      | 4.066.424       | 28.507.420      | 548.559             | 22.963            | 486.164                      |
| 2003 | 21.199.640      | 3.471.435       | 24.671.075      | 502.682             | 21.910            | 446.529                      |
| 2002 | 21.599.014      | 3.200.456       | 24.799.470      | 517.856             | 23.184            | 463.167                      |
| 2001 | 20.977.413      | 2.975.639       | 23.953.052      | 492.900             | 43.479            | 466.985                      |
| 2000 | 22.087.580      | 2.830.696       | 24.918.276      | 493.623             | 65.832            | 484.308                      |
| 1999 | 21.132.873      | 2.663.888       | 23.796.761      | 482.515             | 70.345            | 480.276                      |
| 1998 | 21.781.115      | 2.449.259       | 24.230.374      | 443.231             | 68.943            | 469.655                      |

### Verkehrsreichste Strecken
| Rang | Stadt                     | Passagiere | Fluggesellschaft                             |
| ---- | ------------------------- | ---------- | -------------------------------------------- |
| 01   | Orlando, Florida          | 979.510    | American, Frontier, Southwest, Spirit        |
| 02   | Atlanta, Georgia          | 835.690    | American, Delta, Frontier, Southwest, Spirit |
| 03   | Dallas/Fort Worth, Texas  | 548.420    | American, Frontier, Spirit                   |
| 04   | Chicago–O’Hare, Illinois  | 532.590    | American, Frontier, United                   |
| 05   | Miami, Florida            | 489.760    | American, Frontier, Spirit                   |
| 06   | Boston, Massachusetts     | 473.430    | American, Frontier, Delta, jetBlue           |
| 07   | Charlotte, North Carolina | 468.470    | American, Frontier                           |
| 08   | Denver, Colorado          | 411.420    | American, Frontier, Southwest, United        |
| 09   | Los Angeles, Kalifornien  | 399.130    | American, Spirit                             |
| 10   | Fort Lauderdale, Florida  | 397.580    | American, Frontier, Spirit                   |

## Zwischenfälle
- Am 14. Januar 1951 überrollte eine Douglas DC-4-1009 der US-amerikanischen National Airlines (Luftfahrzeugkennzeichen N74685) bei der Landung auf dem Flughafen Philadelphia das Ende der Landebahn und fing sofort Feuer. Von den 28 Insassen starben 7, darunter auch ein Crewmitglied.[25]

- Am 3. Januar 1960 brach an einer Lockheed L-749A Constellation der US-amerikanischen Eastern Air Lines (N110A) beim Rollen nach der Landung auf dem Flughafen Philadelphia das rechte Hauptfahrwerk zusammen. Die rechte Tragfläche und deren Motoren wurden so stark beschädigt, dass die Maschine abgeschrieben werden musste. Ursache war ein Ermüdungsbruch des Fahrwerkszylinders. Alle 45 Insassen überlebten den Unfall.[26][27]

- Am 2. Juli 1968 geriet eine Douglas DC-7BF der US-amerikanischen Universal Airlines (N762Z) bei der Landung auf dem Flughafen Philadelphia durch fehlerhafte Bedienung der Gashebel und Aquaplaning von der Landebahn ab. Das Fahrwerk brach zusammen und die rechte Tragfläche riss ab. Das Flugzeug wurde irreparabel beschädigt. Alle drei Besatzungsmitglieder, die einzigen Insassen auf dem Frachtflug, überlebten den Unfall.[28]